# Insektsallergi
Det finns två typer av allergier mot insekter, den ena är allergi mot insektsgifter och den andra är allergi mot inandning av insekter (så kallad inhalationsallergi).

## Allergi mot insektsgift

### Insekter som kan ge allergiska besvär
Det är framför allt bin och getingar som kan ge svårare allergiska reaktioner. En geting kan sticka flera gånger medan ett bi däremot dör efter ett stick. Om gadden sitter kvar i huden efter sticket är det troligen ett bi man har blivit stucken av. 
Ett bistick innehåller omkring tio gånger mer gift än ett getingstick och brukar därför ge kraftigare symtom. 
Även humlor har en gadd och kan sticka i självförsvar. Allergi mot humla har tidigare varit ovanligt men har ökat de senaste åren. Symtomen vid humleallergi är samma som vid allergi mot geting eller bi. 
Myggor kan ge allergiska reaktioner, men de är oftast lindriga och begränsade till stickstället.

### Olika reaktionstyper vid insektssting
- Normal reaktion: Lokal smärta eller sveda, rodnad, svullnad där man blivit stungen. Försvinner inom ett par timmar.
- Stor lokal reaktion: Svullnad som successivt ökar och kan nå maximum efter två dygn och finnas kvar upptill en vecka.
- Allergiska systemreaktioner: Urtikaria, rodnad, angioödem, andningsbesvär, blodtrycksfall och chock. Se Anafylaxi
- Toxiska reaktioner: Multipla sting kan på grund av insektsgiftets farmakologiska effekter ge ungefär samma bild som vid en allergisk systemreaktion.

### Frekvens
Omkring 1 procent av svenskarna är allergiska mot getingar eller bin. Allvarliga reaktioner på bi- och getingstick är vanligare hos vuxna än hos barn. I Sverige dör i genomsnitt två personer per år efter en kraftig allergisk reaktion som orsakats av geting- eller bistick.

### Allergen tillgängliga för blodprovsdiagnostik (IgE-tester)
Bigift (Apis mellifera), Bålgeting (Vespa crabro), Getinggift (Vespula), Getinggift (Dolichovespula maculata), Getinggift (Dolichovespula arenaria), Pappersgeting (Dominulus).

### Behandling
Normala reaktioner på insektsting kräver ingen speciell vård.
Allvarliga allergiska reaktioner fordrar läkarvård, framförallt gäller det att snabbt få injektion med adrenalin. 
- Om man får nässelutslag, svårt att andas, hostar, mår illa, känner sig yr eller kallsvettas
- Om man har en allvarlig allergi och har blivit stucken, även om man har tillgång till sina akutmediciner
- Om man blir stucken i munnen eller halsen
- Om man får många stick.

När allergi konstaterats förses patienten i regel med akutmediciner att ha till hands om man blir stucken igen. Det handlar i regel om antihistamintabletter och i svårare fall även en adrenalinspruta och kortisontabletter. I svåra fall ges även hyposensibilisering.

### Förebyggande åtgärder
Om man är allergisk mot getingar och bin kan man undvika stick genom att 
- inte använda parfym, rakvatten eller annat som doftar
- ha något på huvudet så att insekter inte trasslar in sig i håret
- undvika att vara klädd i starka, klara färger och att gå barfota
- inte äta eller dricka utomhus, eftersom kött och söt mat eller dryck lockar till sig insekter
- vara försiktig vid trädgårdsarbete, framför allt om man plockar fallfrukt eller hanterar murket trä
- inte dricka ur öppnade burkar eller flaskor om man inte kan se innehållet
- inte göra hastiga rörelser eller slå efter ett bi eller en geting
- inte döda en geting eller ett bi, eftersom de avger doftsignaler som lockar till sig fler insekter

## Inhalationsallergi mot insekter
Inhalationsallergi förekommer mot bl.a. kackerlackor och myggor. Denna typ av allergi är mot vissa beståndsdelar i insekter.

### Symtom
Insektsallergi kan orsaka astma och allergisk rinit

### Insekter som kan ge allergiska besvär
Mest känd är allergi mot kackerlacka. Bland myggor är det framför allt Fjädermyggor (Chironomidae) som är vanlig i Egypten och Sudan (Grön nimitti mygga), Japan (till exempel Tokunagayusurika akamusi) och USA (till exempel Mayfly). I Sverige reagerar en del akvarieägare samt folk som yrkesmässigt arbetar med akvarieföda på röda mygglarver (Chironomus thummi thummi). 
Cirka 30 procent av de laboratoriearbetare som arbetar med insekter utvecklar allergiska besvär utlösta av bl.a. skalbaggar, kackerlackor, gräshoppor, fjärilar och husflugor. 
I många länder, bland annat i USA är allergi mot kackerlackor vanlig, även bland människor som inte yrkesmässigt sysslar med insekter. I Sverige är allergi mot kackerlackor mycket ovanligt på grund av att kackerlackor är sällsynt i vår bostadsmiljö. Vid hudtestning finner man ofta positiva testreaktioner för kackerlacka även i Sverige. Den kliniska relevansen av detta är dock osäker, då det förekommer korsreaktioner mellan olika insekter.

### Korsreaktioner
Patienter som är allergiska mot röda mygglarver reagerar också ofta mot kräftdjur. Symtom vid förtäring av kräftdjur kan vara urtikaria
Korsallergi mellan födoämnen och inhalationsallergen - som beror på gemensamma antigena determinanter - är välkänt, i Sverige framförallt den som innebär att björkpollenallergiker får besvär av stenfrukter.
Flera olika undersökningar har funnit bevis för att det finns gemensamma allergena determinanter i olika leddjur, artropoder.. En undersökning tyder på att tropomyosin är ett korsreagerande allergen i räka|, husdammskvalster och insekter. Det tycks däremot inte finnas något samband mellan inhalationsallergi för insekter och allergi för bi- och getinggift. Om det finns något samband mellan allergi för vår vanliga stickmyggas saliv och annan insektsallergi är inte utrett.

### Allergen tillgängliga för blodprovsdiagnostik (IgE-tester)
Broms (Tabanus spp), Eldmyra (Solenopsis invicta), Humla (Bombus terrestris), Häststyngslarv (Gasterophilus intestinalis), Kackerlacka (Blatella germanica, Blatta orientalis och Periplaneta americana), Kornvivel (Sitophilus granarius), Kvarnmott (Ephestia (syn. Anagasta), Mal (Bombyx mori), Mygga (Aedes communis), Röd mygglarv (Chironomus thummi), Skalbagge (Trogoderma angustum), Sudanmygga (Cladotanytarsus Lewisi).

### Behandling
Se astma, allergisk rinit och urtikaria